# 579 г. пр.н.е.

## Събития

### В Азия

#### Във Вавилония
- Навуходоносор II (605 – 562 г. пр.н.е.) е цар на Вавилония.[1]

#### В Мидия
- Астиаг (585/4 – 550/9 г. пр.н.е.) е цар на Мидия.[2]

### В Африка

#### В Египет
- Фараон на Египет e Априй (589 – 570 г. пр.н.е.).[3]

### В Европа

#### В римското царство
- Тази или следващата година са традиционно приетите за края на управлението на римския цар Тарквиний Приск (617/6 – 579/8 г. пр.н.е.) и началото на царуването на Сервий Тулий (579/8 – 535/4 г. пр.н.е.).[4][5]
- По време на управлението на новия цар се извършва реформа на военната и политическа организация на обществото позната днес като „Сервиева конституция“.[4]

## Починали
- Тарквиний Приск, петият полулегендарен цар на Рим